# Orangeville (Ohio)
Orangeville es una villa ubicada en el condado de Trumbull en el estado estadounidense de Ohio. En el Censo de 2010 tenía una población de 197 habitantes y una densidad poblacional de 65,68 personas por km².

## Geografía
Orangeville se encuentra ubicada en las coordenadas 41°20′57″N 80°31′58″O / 41.34917, -80.53278. Según la Oficina del Censo de los Estados Unidos, Orangeville tiene una superficie total de 3 km², de la cual 2.17 km² corresponden a tierra firme y (27.81%) 0.83 km² es agua.

## Demografía
Según el censo de 2010, había 197 personas residiendo en Orangeville. La densidad de población era de 65,68 hab./km². De los 197 habitantes, Orangeville estaba compuesto por el 95.43% blancos, el 1.02% eran afroamericanos, el 0% eran amerindios, el 0.51% eran asiáticos, el 0% eran isleños del Pacífico, el 2.03% eran de otras razas y el 1.02% pertenecían a dos o más razas. Del total de la población el 1.02% eran hispanos o latinos de cualquier raza.